# Mistrzostwa Polski w Skokach Narciarskich 1973
48. Mistrzostwa Polski w Skokach Narciarskich – zawody o mistrzostwo Polski w skokach narciarskich, które odbyły się w dniach 2-4 lutego 1973 roku na skoczni Skalite w Szczyrku i Malinka w Wiśle.
W konkursie indywidualnym na skoczni normalnej zwyciężył Tadeusz Pawlusiak, srebrny medal zdobył Stanisław Gąsienica-Daniel, a brązowy – Adam Krzysztofiak. Na dużym obiekcie najlepszy okazał się Czesław Janik przed Pawlusiakiem i Wojciechem Fortuną.

## Wyniki

### Konkurs indywidualny na normalnej skoczni (Szczyrk, 02.02.1973)
| Miejsce | Zawodnik                   | Klub                   | Skok 1 | Skok 2 | Punkty |
| ------- | -------------------------- | ---------------------- | ------ | ------ | ------ |
| 1.      | Tadeusz Pawlusiak          | BBTS Bielsko-Biała     | 78,5   | 81,0   | 227,1  |
| 2.      | Stanisław Gąsienica-Daniel | Wisła-Gwardia Zakopane | 77,0   | 78,5   | 222,7  |
| 3.      | Adam Krzysztofiak          | SNPTT Zakopane         | 75,5   | 79,5   | 220,0  |
| 4.      | Stefan Hula                | BBTS Bielsko-Biała     | 76,5   | 74,0   | 210,7  |
| 5.      | Lech Nadarkiewicz          | WKS Zakopane           | 74,0   | 74,5   | 208,5  |
| 6.      | Stanisław Kubica           | KKS Bielsko-Biała      | 75,0   | 76,5   | 207,8  |
| 7.      | Kazimierz Długopolski      | Start Zakopane         | 74,0   | 73,5   | 204,9  |
| 8.      | Józef Kocyan               | LKS Wisła Istebna      | 75,0   | 72,5   | 202,2  |

W konkursie wzięło udział 59 zawodników.

### Konkurs indywidualny na dużej skoczni (Wisła, 04.02.1973)
| Miejsce | Zawodnik                   | Klub                   | Skok 1 | Skok 2 | Punkty |
| ------- | -------------------------- | ---------------------- | ------ | ------ | ------ |
| 1.      | Czesław Janik              | Wisła-Gwardia Zakopane | 86,5   | 85,0   | 213,9  |
| 2.      | Tadeusz Pawlusiak          | BBTS Bielsko-Biała     | 80,5   | 85,0   | 211,0  |
| 3.      | Wojciech Fortuna           | Wisła-Gwardia Zakopane | 80,5   | 87,0   | 207,3  |
| 4.      | Adam Krzysztofiak          | SNPTT Zakopane         | 80,0   | 81,5   | 202,4  |
| 5.      | Kazimierz Długopolski      | Start Zakopane         | 76,0   | 80,0   | 191,2  |
| 6.      | Stanisław Gąsienica-Daniel | Wisła-Gwardia Zakopane | 74,5   | 81,5   | 189,2  |
| 7.      | Stanisław Bobak            | WKS Zakopane           | 75,5   | 81,0   | 188,9  |
| 8.      | Stefan Hula                | BBTS Bielsko-Biała     | 76,0   | 79,0   | 185,8  |

Do konkursu zostało zgłoszonych 52 zawodników.